# Who's Your Caddy?
Who's Your Caddy? är en amerikansk film från 2007.

## Handling
När en stor hip-hop-entreprenör från Atlanta försöker gå med i en konservativ golfklubb så stöter han på kraftigt motstånd från klubbens styrelseordförande. Men det är ingenting som han och hans anhängare inte klarar av.

## Rollista (i urval)
- Mick Partridge  - Valet
- Big Boi - C-Note
- Faizon Love  - Big Large
- Sherri Shepherd - Lady G
- Finesse Mitchell  - Dread
- Chase Tatum - Kidd Clean
- Jeffrey Jones - Cummings
- Jim Piddock - Harrington
- Samantha Lemole - Secretary
- Todd Sherry  - Realtor
- Susan Ward - Mrs. Cummings
- Robert Curtis Brown - Frosty
- Cam Gigandet - Mick
- Andy Milonakis - Wilson
- Lil Wayne - Lil Wayne